# Tor yunnanensis
Tor yunnanensis är en fiskart som först beskrevs av Wang, Zhuang och Gao 1982.  Tor yunnanensis ingår i släktet Tor och familjen karpfiskar. IUCN kategoriserar arten globalt som starkt hotad. Inga underarter finns listade i Catalogue of Life.